# KV15
Le tombeau KV 15 situé dans la vallée des Rois, dans la nécropole thébaine sur la rive ouest du Nil face à Louxor en Égypte, a été utilisé comme sépulture pour Séthi II de la XIXe dynastie.